# Democratas Católicos (Irlanda)
 Os Democratas Católicos são um partido político conservador menor não registrado na Irlanda, sem representação eleita. Inicialmente era conhecido como Partido Nacional e mais tarde como Democratas-Cristãos .
Foi fundada em dezembro de 1995 por Nora Bennis, uma ativista católica e anti-aborto. Bennis alcançou aproximadamente 5% dos votos nas eleições européias de 1994 no distrito eleitoral de Munster, sob o selo Family First. Bennis desempenhou um papel na campanha contra o referendo de divórcio daquele ano, que passou com 50,3% dos votos a favor. Ela dirigiu um grupo de pressão conservador chamado Family Solidarity. A criação do partido pelos Bennis, de Limerick, causou tensão nos círculos católicos conservadores, porque seguiu o estabelecimento do Partido da Solidariedade Cristã por Gerard Casey e outros ativistas de Dublin, que nomearam seu partido para mostrar apoio ao grupo de Bennis. O Partido Nacional visava atrair o apoio daqueles que apóiam a moral católica tradicional na legislação. As políticas do partido também incluíam apoio financeiro às comunidades rurais e um papel menor para o Estado nos assuntos econômicos.
O partido não teve sucesso eleitoral em nenhum nível e não contestou novas eleições. O partido foi renomeado para Democratas-Cristãos e, novamente, durante o curso de 2012, como Democratas-Católicos. A partir de 2016, foi listado no Registro de Partidos Políticos como "Democratas Católicos (O Partido Nacional)". Eles fizeram campanha contra o referendo infantil em 2012. Theresa Heaney, de Cork, concorreu, sem sucesso, para o partido nas eleições europeias de 2014 no círculo eleitoral do Sul.
O partido concorreu com três candidatos nas eleições gerais de 2016; Bennis na cidade de Limerick, Heaney em Cork no sudoeste e Noel McKervey em Longford-Weastmeath. Nenhum deles foi eleito.
Eles não apareceram mais no Registro de Partidos Políticos a partir de outubro de 2016. Em novembro de 2017, a Comissão de Normas em Cargos Públicos declarou que nenhum democrata havia sido recebido dos democratas católicos, violando a Lei Eleitoral.

## Resultados das eleições gerais
| Eleição | Assentos ganhos | ±       | Posição | Primeiros votos pré | %    | Governo      | Líder       |
| ------- | --------------- | ------- | ------- | ------------------- | ---- | ------------ | ----------- |
| 1997    | 0 / 166         | Estável | 8       | 19.077              | 1,1% | Sem assentos | Nora Bennis |
| 2016    | 0 / 158         | Estável | 12      | 2.013               | 0,1% | Sem assentos | Nora Bennis |